# Federazione pallavolistica della Malaysia
La Federazione malaysiana di pallavolo (eng. Malaysia Volleyball Association, MAVA) è un'organizzazione fondata per governare la pratica della pallavolo in Malaysia.
Organizza il campionato maschile e femminile, e pone sotto la propria egida la nazionale maschile e femminile.
Ha aderito alla FIVB nel 1964.